# 1 001 films à voir avant de mourir
1001 films à voir avant de mourir (en anglais : 1001 Movies You Must See Before You Die) est un livre de Steven Schneider (en), dans lequel chaque film est commenté par l'un des 70 critiques participants. Ce livre, paru initialement en 2003 en Australie, a connu un grand succès, en devenant la septième meilleure vente en avril 2004. Ceci lui a valu une émission sur le réseau Australian Broadcasting Corporation.
Le livre contient 1001 films sélectionnés par une équipe internationale de critiques sous la direction de Steven Schneider. Chaque film est accompagné d'une fiche contenant un synopsis et une critique. Le classement suit l'ordre chronologique de sortie.
Les livres sont publiés par Éditions Omnibus pour la traduction française. Les éditions de 2021 et 2024 sont préfacées par Claude Aziza.

## Éditions
L'édition la plus récente date d'octobre 2024, il s'agit de la treizième édition en langue française.
Le livre a été traduit en plusieurs langues, dont le français, qui a fait l'objet de douze éditions chez Éditions Omnibus en 2004, 2006, 2007, 2008, 2009, 2010, 2011, 2012, 2013, 2016, 2018 et 2021.
- Steven Jay Schneider, 1001 films à voir avant de mourir (13ème édition), Éditions Omnibus, 2024. Couverture : Oppenheimer.
- Steven Jay Schneider, 1001 films à voir avant de mourir (12ème édition),Éditions Omnibus, 2021. Couverture : Tenet
- Steven Jay Schneider, 1001 films à voir avant de mourir (11ème édition), Éditions Omnibus, 2018. Couverture : La Forme de l'eau
- Steven Jay Schneider, 1001 films à voir avant de mourir (10ème édition), Éditions Omnibus, 2016. Couverture : The Grand Budapest Hotel
- Steven Jay Schneider, 1001 films à voir avant de mourir (9ème édition), Éditions Omnibus, 2013. Couverture : Titanic
- Steven Jay Schneider, 1001 films à voir avant de mourir (8ème édition), Éditions Omnibus, 2012. Couverture : La Piscine
- Steven Jay Schneider, 1001 films à voir avant de mourir (7ème édition), Éditions Omnibus, 2011. Couverture : La Fureur de vivre
- Steven Jay Schneider, 1001 films à voir avant de mourir (6ème édition), Éditions Omnibus, 2010. Couverture : La Dolce Vita
- Steven Jay Schneider, 1001 films à voir avant de mourir (5ème édition), Éditions Omnibus, 2009. Couverture : Le Grand Sommeil
- Steven Jay Schneider, 1001 films à voir avant de mourir (4ème édition), Éditions Omnibus, 2008. Couverture : Le Parrain
- Steven Jay Schneider, 1001 films à voir avant de mourir (3ème édition), Éditions Omnibus, 2007. Couverture : La Mort aux trousses

- Steven Jay Schneider, 1001 films à voir avant de mourir (2ème édition), Éditions Omnibus, 2006. Couverture : ?
- Steven Jay Schneider, 1001 films à voir avant de mourir (1ère édition), Éditions Omnibus, 2004. Couverture : Psychose

## Liste des films
Mise à jour à la suite de l'édition de 2020 :
| Films           | Films                                                          | Films                                    | Films                                                           | Films                                         |
| Année de sortie | Titre du film                                                  | Réalisateur                              | Pays d'origine                                                  | Première édition dans laquelle le film a paru |
| --------------- | -------------------------------------------------------------- | ---------------------------------------- | --------------------------------------------------------------- | --------------------------------------------- |
| 1902            | Le Voyage dans la Lune                                         | Georges Méliès                           | France                                                          | 1re édition (2003)                            |
| 1903            | Le Vol du grand rapide                                         | Edwin S. Porter                          | États-Unis                                                      | 1re édition (2003)                            |
| 1915            | Naissance d'une nation                                         | D. W. Griffith                           | États-Unis                                                      | 1re édition (2003)                            |
| 1915            | Les Vampires                                                   | Louis Feuillade                          | France                                                          | 1re édition (2003)                            |
| 1916            | Intolérance                                                    | D. W. Griffith                           | États-Unis                                                      | 1re édition (2003)                            |
| 1919            | Le Lys brisé                                                   | D. W. Griffith                           | États-Unis                                                      | 1re édition (2003)                            |
| 1920            | Le Cabinet du docteur Caligari                                 | Robert Wiene                             | Allemagne                                                       | 1re édition (2003)                            |
| 1920            | Within Our Gates                                               | Oscar Micheaux                           | États-Unis                                                      | 1re édition (2003)                            |
| 1921            | Les Deux Orphelines                                            | D. W. Griffith                           | États-Unis                                                      |                                               |
| 1921            | La Charrette fantôme                                           | Victor Sjöström                          | Suède                                                           |                                               |
| 1922            | Docteur Mabuse le joueur                                       | Fritz Lang                               | Allemagne                                                       |                                               |
| 1922            | Nanouk l'Esquimau                                              | Robert J. Flaherty                       | États-Unis                                                      |                                               |
| 1922            | Nosferatu le vampire                                           | F. W. Murnau                             | Allemagne                                                       |                                               |
| 1922            | La Sorcellerie à travers les âges                              | Benjamin Christensen                     | Suède, Danemark                                                 |                                               |
| 1922            | Folies de femmes                                               | Erich von Stroheim                       | États-Unis                                                      |                                               |
| 1923            | La Souriante Madame Beudet                                     | Germaine Dulac                           | France                                                          |                                               |
| 1923            | Les Lois de l'hospitalité                                      | Buster Keaton                            | États-Unis                                                      |                                               |
| 1923            | La Roue                                                        | Abel Gance                               | France                                                          |                                               |
| 1924            | Le Dernier des hommes                                          | F. W. Murnau                             | Allemagne                                                       |                                               |
| 1924            | Sherlock Junior                                                | Buster Keaton                            | États-Unis                                                      |                                               |
| 1924            | The Great White Silence                                        | Herbert Ponting                          | Royaume-Uni                                                     |                                               |
| 1924            | Les Rapaces                                                    | Erich von Stroheim                       | États-Unis                                                      |                                               |
| 1924            | Le Voleur de Bagdad                                            | Raoul Walsh                              | États-Unis                                                      |                                               |
| 1925            | La Grève                                                       | Sergueï Eisenstein                       | URSS                                                            |                                               |
| 1925            | Le Fantôme de l'Opéra                                          | Rupert Julian                            | États-Unis                                                      |                                               |
| 1925            | L'Aigle noir                                                   | Clarence Brown                           | États-Unis                                                      |                                               |
| 1925            | Le Cuirassé Potemkine                                          | Sergueï Eisenstein                       | URSS                                                            |                                               |
| 1925            | La Ruée vers l'or                                              | Charlie Chaplin                          | États-Unis                                                      |                                               |
| 1925            | La Grande Parade                                               | King Vidor                               | États-Unis                                                      |                                               |
| 1926            | Les Aventures du prince Ahmed                                  | Lotte Reiniger                           | Allemagne                                                       |                                               |
| 1926            | Le Mécano de la « General »                                    | Buster Keaton et Clyde Bruckman          | États-Unis                                                      |                                               |
| 1927            | Metropolis                                                     | Fritz Lang                               | Allemagne                                                       |                                               |
| 1927            | L'Aurore                                                       | F. W. Murnau                             | États-Unis                                                      |                                               |
| 1927            | L'Inconnu                                                      | Tod Browning                             | États-Unis                                                      |                                               |
| 1927            | Le Chanteur de jazz                                            | Alan Crosland                            | États-Unis                                                      |                                               |
| 1927            | Napoléon                                                       | Abel Gance                               | France, Italie, Allemagne, Espagne, Suède et République Tchèque |                                               |
| 1927            | Le Petit Frère                                                 | Ted Wilde et J.A. Howe                   | États-Unis                                                      |                                               |
| 1928            | Octobre                                                        | Sergueï Eisenstein                       | URSS                                                            |                                               |
| 1928            | La Foule                                                       | King Vidor                               | États-Unis                                                      |                                               |
| 1928            | Les Damnés de l'océan                                          | Josef von Sternberg                      | États-Unis                                                      |                                               |
| 1928            | La Passion de Jeanne d'Arc                                     | Carl Theodor Dreyer                      | France                                                          |                                               |
| 1928            | Cadet d'eau douce                                              | Charles Reisner                          | États-Unis                                                      |                                               |
| 1928            | Tempête sur l'Asie                                             | Vsevolod Poudovkine                      | URSS                                                            |                                               |
| 1929            | Un chien andalou                                               | Luis Buñuel                              | France                                                          |                                               |
| 1929            | Prapancha Pash                                                 | Franz Osten                              | Royaume-Uni, Inde et Allemagne                                  |                                               |
| 1929            | L'Homme à la caméra                                            | Dziga Vertov                             | URSS                                                            |                                               |
| 1929            | Loulou                                                         | G. W. Pabst                              | Allemagne                                                       |                                               |
| 1929            | Chantage                                                       | Alfred Hitchcock                         | Royaume-Uni                                                     |                                               |
| 1930            | L'Âge d'or                                                     | Luis Buñuel                              | France                                                          |                                               |
| 1930            | À l'Ouest, rien de nouveau                                     | Lewis Milestone                          | États-Unis                                                      |                                               |
| 1930            | L'Ange bleu                                                    | Josef von Sternberg                      | Allemagne                                                       |                                               |
| 1930            | La Terre                                                       | Alexandre Dovjenko                       | URSS                                                            |                                               |
| 1931            | Le Petit César                                                 | Mervyn LeRoy                             | États-Unis                                                      |                                               |
| 1931            | À nous la liberté                                              | René Clair                               | France                                                          |                                               |
| 1931            | Limite                                                         | Mário Peixoto                            | Brésil                                                          |                                               |
| 1931            | Tabou                                                          | F. W. Murnau                             | États-Unis                                                      |                                               |
| 1931            | Les Lumières de la ville                                       | Charlie Chaplin                          | États-Unis                                                      |                                               |
| 1931            | Dracula                                                        | Tod Browning                             | États-Unis                                                      |                                               |
| 1931            | Frankenstein                                                   | James Whale                              | États-Unis                                                      |                                               |
| 1931            | L'Ennemi public                                                | William A. Wellman                       | États-Unis                                                      |                                               |
| 1931            | M le maudit                                                    | Fritz Lang                               | Allemagne                                                       |                                               |
| 1932            | Vampyr                                                         | Carl Theodor Dreyer                      | Allemagne et France                                             |                                               |
| 1932            | Je suis un évadé                                               | Mervyn LeRoy                             | États-Unis                                                      |                                               |
| 1932            | Boudu sauvé des eaux                                           | Jean Renoir                              | France                                                          |                                               |
| 1932            | Aimez-moi ce soir                                              | Rouben Mamoulian                         | États-Unis                                                      |                                               |
| 1932            | Shanghaï Express                                               | Josef von Sternberg                      | États-Unis                                                      |                                               |
| 1932            | Haute Pègre                                                    | Ernst Lubitsch                           | États-Unis                                                      |                                               |
| 1932            | Scarface                                                       | Howard Hawks                             | États-Unis                                                      |                                               |
| 1932            | La Monstrueuse Parade                                          | Tod Browning                             | États-Unis                                                      |                                               |
| 1933            | 42ème Rue                                                      | Lloyd Bacon                              | États-Unis                                                      |                                               |
| 1933            | Prologues                                                      | Lloyd Bacon                              | États-Unis                                                      |                                               |
| 1933            | La Grande Muraille                                             | Frank Capra                              | États-Unis                                                      |                                               |
| 1933            | Lady Lou                                                       | Lowell Sherman                           | États-Unis                                                      |                                               |
| 1933            | La Soupe au canard                                             | Leo McCarey                              | États-Unis                                                      |                                               |
| 1933            | Zéro de conduite                                               | Jean Vigo                                | France                                                          |                                               |
| 1933            | Chercheuses d'or de 1933                                       | Mervyn LeRoy                             | États-Unis                                                      |                                               |
| 1933            | King Kong                                                      | Merian C. Cooper et Ernest B. Schoedsack | États-Unis                                                      |                                               |
| 1933            | Terre sans pain                                                | Luis Buñuel                              | Espagne                                                         |                                               |
| 1933            | Les Compagnons de la nouba                                     | William A. Seiter                        | États-Unis                                                      |                                               |
| 1933            | La Reine Christine                                             | Rouben Mamoulian                         | États-Unis                                                      |                                               |
| 1934            | Une riche affaire                                              | Norman Z. McLeod                         | États-Unis                                                      |                                               |
| 1934            | La Divine                                                      | Wu Yonggang                              | Chine                                                           |                                               |
| 1934            | New York-Miami                                                 | Frank Capra                              | États-Unis                                                      |                                               |
| 1934            | L'Atalante                                                     | Jean Vigo                                | France                                                          |                                               |
| 1934            | Le Chat noir                                                   | Edgar G. Ulmer                           | États-Unis                                                      |                                               |
| 1934            | L'Introuvable                                                  | W. S. Van Dyke                           | États-Unis                                                      |                                               |
| 1935            | Les 39 Marches                                                 | Alfred Hitchcock                         | Royaume-Uni                                                     |                                               |
| 1935            | Le Triomphe de la volonté                                      | Leni Riefenstahl                         | Allemagne                                                       |                                               |
| 1935            | Les Révoltés du Bounty                                         | Frank Lloyd                              | États-Unis                                                      |                                               |
| 1935            | Une nuit à l'opéra                                             | Sam Wood                                 | États-Unis                                                      |                                               |
| 1935            | La Fiancée de Frankenstein                                     | James Whale                              | États-Unis                                                      |                                               |
| 1935            | Capitaine Blood                                                | Michael Curtiz                           | États-Unis                                                      |                                               |
| 1935            | Le Danseur du dessus                                           | Mark Sandrich                            | États-Unis                                                      |                                               |
| 1935            | Peter Ibbetson                                                 | Henry Hathaway                           | États-Unis                                                      |                                               |
| 1936            | Les Temps modernes                                             | Charlie Chaplin                          | États-Unis                                                      |                                               |
| 1936            | Sur les ailes de la danse                                      | George Stevens                           | États-Unis                                                      |                                               |
| 1936            | L'Extravagant Mr. Deeds                                        | Frank Capra                              | États-Unis                                                      |                                               |
| 1936            | Mon homme Godfrey                                              | Gregory La Cava                          | États-Unis                                                      |                                               |
| 1936            | Le Roman d'un tricheur                                         | Sacha Guitry                             | France                                                          |                                               |
| 1936            | Le Roman de Marguerite Gautier                                 | George Cukor                             | États-Unis                                                      |                                               |
| 1936            | Les Mondes futurs                                              | William Cameron Menzies                  | Royaume-Uni                                                     |                                               |
| 1936            | Dodsworth                                                      | William Wyler                            | États-Unis                                                      |                                               |
| 1936            | Partie de campagne                                             | Jean Renoir                              | France                                                          |                                               |
| 1937            | Cette sacrée vérité                                            | Leo McCarey                              | États-Unis                                                      |                                               |
| 1937            | Pépé le Moko                                                   | Julien Duvivier                          | France                                                          |                                               |
| 1937            | Place aux jeunes                                               | Leo McCarey                              | États-Unis                                                      |                                               |
| 1937            | La Grande Illusion                                             | Jean Renoir                              | France                                                          |                                               |
| 1937            | Stella Dallas                                                  | King Vidor                               | États-Unis                                                      |                                               |
| 1937            | Song at Midnight                                               | Ma-Xu Weibang                            | Chine                                                           |                                               |
| 1937            | Blanche-Neige et les Sept Nains                                | David Hand                               | États-Unis                                                      |                                               |
| 1937            | Capitaines courageux                                           | Victor Fleming                           | États-Unis                                                      |                                               |
| 1937            | La Vie d'Émile Zola                                            | William Dieterle                         | États-Unis                                                      |                                               |
| 1938            | Les Aventures de Robin des Bois                                | Michael Curtiz et William Keighley       | États-Unis                                                      |                                               |
| 1938            | Les Anges aux figures sales                                    | Michael Curtiz                           | États-Unis                                                      |                                               |
| 1938            | L'Insoumise                                                    | William Wyler                            | États-Unis                                                      |                                               |
| 1938            | La Femme du boulanger                                          | Marcel Pagnol                            | France                                                          |                                               |
| 1938            | L'Impossible Monsieur Bébé                                     | Howard Hawks                             | États-Unis                                                      |                                               |
| 1938            | Les Dieux du stade                                             | Leni Riefenstahl                         | Allemagne                                                       |                                               |
| 1938            | Une femme disparaît                                            | Alfred Hitchcock                         | Royaume-Uni                                                     |                                               |
| 1939            | Les Hauts de Hurlevent                                         | William Wyler                            | États-Unis                                                      |                                               |
| 1939            | Monsieur Smith au Sénat                                        | Frank Capra                              | États-Unis                                                      |                                               |
| 1939            | La Chevauchée fantastique                                      | John Ford                                | États-Unis                                                      |                                               |
| 1939            | Seuls les anges ont des ailes                                  | Howard Hawks                             | États-Unis                                                      |                                               |
| 1939            | Autant en emporte le vent                                      | Victor Fleming                           | États-Unis                                                      |                                               |
| 1939            | Le jour se lève                                                | Marcel Carné                             | France                                                          |                                               |
| 1939            | Gunga Din                                                      | George Stevens                           | États-Unis                                                      |                                               |
| 1939            | Ninotchka                                                      | Ernst Lubitsch                           | États-Unis                                                      |                                               |
| 1939            | Le Magicien d'Oz                                               | Victor Fleming                           | États-Unis                                                      |                                               |
| 1939            | La Règle du jeu                                                | Jean Renoir                              | France                                                          |                                               |
| 1939            | Conte des chrysanthèmes tardifs                                | Kenji Mizoguchi                          | Japon                                                           |                                               |
| 1940            | La Dame du vendredi                                            | Howard Hawks                             | États-Unis                                                      |                                               |
| 1940            | Fantasia                                                       | Ben Sharpsteen                           | États-Unis                                                      |                                               |
| 1940            | Rebecca                                                        | Alfred Hitchcock                         | États-Unis                                                      |                                               |
| 1940            | Indiscrétions                                                  | George Cukor                             | États-Unis                                                      |                                               |
| 1940            | Les Raisins de la colère                                       | John Ford                                | États-Unis                                                      |                                               |
| 1940            | La Tempête qui tue                                             | Frank Borzage                            | États-Unis                                                      |                                               |
| 1940            | Mines de rien                                                  | Edward F. Cline                          | États-Unis                                                      |                                               |
| 1940            | Pinocchio                                                      | Ben Sharpsteen                           | États-Unis                                                      |                                               |
| 1941            | Citizen Kane                                                   | Orson Welles                             | États-Unis                                                      |                                               |
| 1941            | Sergent York                                                   | Howard Hawks                             | États-Unis                                                      |                                               |
| 1941            | Un cœur pris au piège                                          | Preston Sturges                          | États-Unis                                                      |                                               |
| 1941            | Le Loup-garou                                                  | George Waggner                           | États-Unis                                                      |                                               |
| 1941            | La Grande Évasion                                              | Raoul Walsh                              | États-Unis                                                      |                                               |
| 1941            | Qu'elle était verte ma vallée                                  | John Ford                                | États-Unis                                                      |                                               |
| 1941            | Les Voyages de Sullivan                                        | Preston Sturges                          | États-Unis                                                      |                                               |
| 1941            | Le Faucon maltais                                              | John Huston                              | États-Unis                                                      |                                               |
| 1941            | Dumbo                                                          | Ben Sharpsteen                           | États-Unis                                                      |                                               |
| 1942            | Madame et ses flirts                                           | Preston Sturges                          | États-Unis                                                      |                                               |
| 1942            | Une femme cherche son destin                                   | Irving Rapper                            | États-Unis                                                      |                                               |
| 1942            | Jeux dangereux                                                 | Ernst Lubitsch                           | États-Unis                                                      |                                               |
| 1942            | La Splendeur des Amberson                                      | Orson Welles et Fred Fleck               | États-Unis                                                      |                                               |
| 1942            | La Glorieuse Parade                                            | Michael Curtiz                           | États-Unis                                                      |                                               |
| 1942            | Casablanca                                                     | Michael Curtiz                           | États-Unis                                                      |                                               |
| 1942            | Madame Miniver                                                 | William Wyler                            | États-Unis                                                      |                                               |
| 1942            | La Féline                                                      | Jacques Tourneur                         | États-Unis                                                      |                                               |
| 1943            | La Bataille du feu                                             | Humphrey Jennings                        | Royaume-Uni                                                     |                                               |
| 1943            | L'Étrange Incident                                             | William A. Wellman                       | États-Unis                                                      |                                               |
| 1943            | Colonel Blimp                                                  | Michael Powell et Emeric Pressburger     | Royaume-Uni                                                     |                                               |
| 1943            | Meshes of the Afternoon                                        | Maya Deren et Alexander Hammid           | États-Unis                                                      |                                               |
| 1943            | La Septième Victime                                            | Mark Robson                              | États-Unis                                                      |                                               |
| 1943            | L'Homme en gris                                                | Leslie Arliss                            | Royaume-Uni                                                     |                                               |
| 1943            | L'Ombre d'un doute                                             | Alfred Hitchcock                         | États-Unis                                                      |                                               |
| 1943            | Les Amants diaboliques                                         | Luchino Visconti                         | Italie                                                          |                                               |
| 1944            | Laura                                                          | Otto Preminger                           | États-Unis                                                      |                                               |
| 1944            | Le Chant du Missouri                                           | Vincente Minnelli                        | États-Unis                                                      |                                               |
| 1944            | Le Port de l'angoisse                                          | Howard Hawks                             | États-Unis                                                      |                                               |
| 1944            | Hantise                                                        | George Cukor                             | États-Unis                                                      |                                               |
| 1944            | Henry V                                                        | Laurence Olivier                         | Royaume-Uni                                                     |                                               |
| 1944            | Assurance sur la mort                                          | Billy Wilder                             | États-Unis                                                      |                                               |
| 1944            | Adieu, ma belle                                                | Edward Dmytryk                           | États-Unis                                                      |                                               |
| 1945            | Ivan le Terrible                                               | Sergueï Eisenstein                       | URSS                                                            |                                               |
| 1945            | Le Roman de Mildred Pierce                                     | Michael Curtiz                           | États-Unis                                                      |                                               |
| 1945            | Détour                                                         | Edgar G. Ulmer                           | États-Unis                                                      |                                               |
| 1945            | Je sais où je vais                                             | Michael Powell et Emeric Pressburger     | Royaume-Uni                                                     |                                               |
| 1945            | Le Poison                                                      | Billy Wilder                             | États-Unis                                                      |                                               |
| 1945            | Les Enfants du paradis                                         | Marcel Carné                             | France                                                          |                                               |
| 1945            | La Bataille de San Pietro                                      | John Huston                              | États-Unis                                                      |                                               |
| 1945            | Brève Rencontre                                                | David Lean                               | Royaume-Uni                                                     |                                               |
| 1945            | Rome, ville ouverte                                            | Roberto Rossellini                       | Italie                                                          |                                               |
| 1946            | Les Plus Belles Années de notre vie                            | William Wyler                            | États-Unis                                                      |                                               |
| 1946            | Païsa                                                          | Roberto Rossellini                       | Italie                                                          |                                               |
| 1946            | Le facteur sonne toujours deux fois                            | Tay Garnett                              | États-Unis                                                      |                                               |
| 1946            | La Belle et la Bête                                            | Jean Cocteau                             | France                                                          |                                               |
| 1946            | Les Tueurs                                                     | Robert Siodmak                           | États-Unis                                                      |                                               |
| 1946            | La vie est belle                                               | Frank Capra                              | États-Unis                                                      |                                               |
| 1946            | Le Grand Sommeil                                               | Howard Hawks                             | États-Unis                                                      |                                               |
| 1946            | Gilda                                                          | Charles Vidor                            | États-Unis                                                      |                                               |
| 1946            | Une question de vie ou de mort                                 | Michael Powell et Emeric Pressburger     | Royaume-Uni                                                     |                                               |
| 1946            | Les Grandes Espérances                                         | David Lean                               | Royaume-Uni                                                     |                                               |
| 1946            | La Poursuite infernale                                         | John Ford                                | États-Unis                                                      |                                               |
| 1946            | Les Enchaînés                                                  | Alfred Hitchcock                         | États-Unis                                                      |                                               |
| 1947            | Le Narcisse noir                                               | Michael Powell et Emeric Pressburger     | Royaume-Uni                                                     |                                               |
| 1947            | La Griffe du passé                                             | Jacques Tourneur                         | États-Unis                                                      |                                               |
| 1947            | Monsieur Verdoux                                               | Charlie Chaplin                          | États-Unis                                                      |                                               |
| 1947            | Huit Heures de sursis                                          | Carol Reed                               | Royaume-Uni                                                     |                                               |
| 1947            | Le Secret derrière la porte                                    | Fritz Lang                               | États-Unis                                                      |                                               |
| 1947            | La Dame de Shanghai                                            | Orson Welles                             | États-Unis                                                      |                                               |
| 1948            | Le Voleur de bicyclette                                        | Vittorio De Sica                         | Italie                                                          |                                               |
| 1948            | Lettre d'une inconnue                                          | Max Ophüls                               | États-Unis                                                      |                                               |
| 1948            | L'Enfer de la corruption                                       | Abraham Polonsky                         | États-Unis                                                      |                                               |
| 1948            | Printemps dans une petite ville                                | Fei Mu                                   | Chine                                                           |                                               |
| 1948            | La Rivière rouge                                               | Howard Hawks                             | États-Unis                                                      |                                               |
| 1948            | Visage pâle                                                    | Norman Z. McLeod                         | États-Unis                                                      |                                               |
| 1948            | La Fosse aux serpents                                          | Anatole Litvak                           | États-Unis                                                      |                                               |
| 1948            | La Corde                                                       | Alfred Hitchcock                         | États-Unis                                                      |                                               |
| 1948            | Les Chaussons rouges                                           | Michael Powell et Emeric Pressburger     | Royaume-Uni                                                     |                                               |
| 1948            | Le Trésor de la Sierra Madre                                   | John Huston                              | États-Unis                                                      |                                               |
| 1948            | Louisiana Story                                                | Robert J. Flaherty                       | États-Unis                                                      |                                               |
| 1949            | Madame porte la culotte                                        | George Cukor                             | États-Unis                                                      |                                               |
| 1949            | Les Désemparés                                                 | Max Ophüls                               | États-Unis                                                      |                                               |
| 1949            | L'enfer est à lui                                              | Raoul Walsh                              | États-Unis                                                      |                                               |
| 1949            | L'Héritière                                                    | William Wyler                            | États-Unis                                                      |                                               |
| 1949            | Le Troisième Homme                                             | Carol Reed                               | Royaume-Uni                                                     |                                               |
| 1949            | Noblesse oblige                                                | Robert Hamer                             | Royaume-Uni                                                     |                                               |
| 1949            | Whisky à gogo !                                                | Alexander Mackendrick                    | Royaume-Uni                                                     |                                               |
| 1949            | Un jour à New York                                             | Leonard Bernstein et Roger Edens         | États-Unis                                                      |                                               |
| 1950            | Ève                                                            | Joseph L. Mankiewicz                     | États-Unis                                                      |                                               |
| 1950            | Quand la ville dort                                            | John Huston                              | États-Unis                                                      |                                               |
| 1950            | Le Démon des armes                                             | Joseph H. Lewis                          | États-Unis                                                      |                                               |
| 1950            | Orphée                                                         | Jean Cocteau                             | France                                                          |                                               |
| 1950            | Rashômon                                                       | Akira Kurosawa                           | Japon                                                           |                                               |
| 1950            | Winchester '73                                                 | Anthony Mann                             | États-Unis                                                      |                                               |
| 1950            | Rio Grande                                                     | John Ford                                | États-Unis                                                      |                                               |
| 1950            | Boulevard du crépuscule                                        | Billy Wilder                             | États-Unis                                                      |                                               |
| 1950            | Los olvidados                                                  | Luis Buñuel                              | Mexique                                                         |                                               |
| 1950            | Le Violent                                                     | Nicholas Ray                             | États-Unis                                                      |                                               |
| 1951            | Le Gouffre aux chimères                                        | Billy Wilder                             | États-Unis                                                      |                                               |
| 1951            | L'Odyssée de l'African Queen                                   | John Huston                              | États-Unis                                                      |                                               |
| 1951            | Un Américain à Paris                                           | Vincente Minnelli                        | États-Unis                                                      |                                               |
| 1951            | L'Inconnu du Nord-Express                                      | Alfred Hitchcock                         | États-Unis                                                      |                                               |
| 1951            | Un tramway nommé Désir                                         | Elia Kazan                               | États-Unis                                                      |                                               |
| 1951            | Pandora                                                        | Albert Lewin                             | Royaume-Uni                                                     |                                               |
| 1951            | Une place au soleil                                            | George Stevens                           | États-Unis                                                      |                                               |
| 1951            | De l'or en barre                                               | Charles Crichton                         | Royaume-Uni                                                     |                                               |
| 1951            | Journal d'un curé de campagne                                  | Robert Bresson                           | France                                                          |                                               |
| 1951            | Le Jour où la Terre s'arrêta                                   | Robert Wise                              | Royaume-Uni                                                     |                                               |
| 1952            | L'Homme tranquille                                             | John Ford                                | États-Unis                                                      |                                               |
| 1952            | Jeux interdits                                                 | René Clément                             | France                                                          |                                               |
| 1952            | Europe 51                                                      | Roberto Rossellini                       | Italie                                                          |                                               |
| 1952            | Chantons sous la pluie                                         | Gene Kelly et Stanley Donen              | États-Unis                                                      |                                               |
| 1952            | Les Ensorcelés                                                 | Vincente Minnelli                        | États-Unis                                                      |                                               |
| 1952            | Vivre                                                          | Akira Kurosawa                           | Japon                                                           |                                               |
| 1952            | Umberto D.                                                     | Vittorio De Sica                         | Italie                                                          |                                               |
| 1952            | Le train sifflera trois fois                                   | Fred Zinnemann                           | États-Unis                                                      |                                               |
| 1952            | Le Carrosse d'or                                               | Jean Renoir                              | Italie, France                                                  |                                               |
| 1953            | Un été avec Monika                                             | Ingmar Bergman                           | Suède                                                           |                                               |
| 1953            | Le Port de la drogue                                           | Samuel Fuller                            | États-Unis                                                      |                                               |
| 1953            | Tous en scène                                                  | Vincente Minnelli                        | États-Unis                                                      |                                               |
| 1953            | Les Vacances de monsieur Hulot                                 | Jacques Tati                             | France                                                          |                                               |
| 1953            | Madame de...                                                   | Max Ophüls                               | France, Italie                                                  |                                               |
| 1953            | Le Salaire de la peur                                          | Henri-Georges Clouzot                    | France, Italie                                                  |                                               |
| 1953            | Bigamie                                                        | Ida Lupino                               | États-Unis                                                      |                                               |
| 1953            | L'Appât                                                        | Anthony Mann                             | États-Unis                                                      |                                               |
| 1953            | Voyage à Tokyo                                                 | Yasujirō Ozu                             | Japon                                                           |                                               |
| 1953            | Tant qu'il y aura des hommes                                   | Fred Zinnemann                           | États-Unis                                                      |                                               |
| 1953            | Les Contes de la lune vague après la pluie                     | Kenji Mizoguchi                          | Japon                                                           |                                               |
| 1953            | L'Homme des vallées perdues                                    | George Stevens                           | États-Unis                                                      |                                               |
| 1953            | Les hommes préfèrent les blondes                               | Howard Hawks                             | États-Unis                                                      |                                               |
| 1953            | Vacances romaines                                              | William Wyler                            | États-Unis                                                      |                                               |
| 1953            | Règlement de comptes                                           | Fritz Lang                               | États-Unis                                                      |                                               |
| 1954            | Voyage en Italie                                               | Roberto Rossellini                       | France, Italie                                                  | 1re édition                                   |
| 1954            | Sur les quais                                                  | Elia Kazan                               | États-Unis                                                      | 1re édition                                   |
| 1954            | La strada                                                      | Federico Fellini                         | Italie                                                          | 1re édition                                   |
| 1954            | Une étoile est née                                             | George Cukor                             | États-Unis                                                      | 1re édition                                   |
| 1954            | Fenêtre sur cour                                               | Alfred Hitchcock                         | États-Unis                                                      | 1re édition                                   |
| 1954            | Senso                                                          | Luchino Visconti                         | Italie                                                          | 1re édition                                   |
| 1954            | Quatre Étranges Cavaliers                                      | Allan Dwan                               | États-Unis                                                      | 1re édition                                   |
| 1954            | La Comtesse aux pieds nus                                      | Joseph L. Mankiewicz                     | États-Unis, Italie                                              | 1re édition                                   |
| 1954            | Les Sept Samouraïs                                             | Akira Kurosawa                           | Japon                                                           | 1re édition                                   |
| 1954            | L'Intendant Sansho                                             | Kenji Mizoguchi                          | Japon                                                           | 1re édition                                   |
| 1954            | Carmen Jones                                                   | Otto Preminger                           | États-Unis                                                      | 1re édition                                   |
| 1954            | Johnny Guitare                                                 | Nicholas Ray                             | États-Unis                                                      | 1re édition                                   |
| 1954            | Le Sel de la Terre                                             | Herbert J. Biberman                      | États-Unis                                                      | 1re édition                                   |
| 1954            | Les Sept Femmes de Barbe-Rousse                                | Stanley Donen                            | États-Unis                                                      | 1re édition                                   |
| 1954            | La Ferme des animaux                                           | Joy Batchelor, John Halas                | États-Unis, Royaume-Uni                                         | 1re édition                                   |
| 1955            | La Parole                                                      | Carl Theodor Dreyer                      | Danemark                                                        | 1re édition                                   |
| 1955            | Un homme est passé                                             | John Sturges                             | États-Unis                                                      | 1re édition                                   |
| 1955            | Les Diaboliques                                                | Henri-Georges Clouzot                    | France                                                          | 1re édition                                   |
| 1955            | Marty                                                          | Delbert Mann                             | États-Unis                                                      | 1re édition                                   |
| 1955            | En quatrième vitesse                                           | Robert Aldrich                           | États-Unis                                                      | 1re édition                                   |
| 1955            | La colline 24 ne répond plus                                   | Thorold Dickinson                        | Israel                                                          | 1re édition                                   |
| 1955            | L'Homme de la plaine                                           | Anthony Mann                             | États-Unis                                                      | 1re édition                                   |
| 1955            | The Phenix City Story                                          | Phil Karlson                             | États-Unis                                                      | 1re édition                                   |
| 1955            | La Nuit du chasseur                                            | Charles Laughton                         | États-Unis                                                      | 1re édition                                   |
| 1955            | Tout ce que le ciel permet                                     | Douglas Sirk                             | États-Unis                                                      | 1re édition                                   |
| 1955            | La Complainte du sentier                                       | Satyajit Ray                             | Inde                                                            | 1re édition                                   |
| 1955            | Artistes et modèles                                            | Frank Tashlin                            |                                                                 | 1re édition                                   |
| 1955            | Blanches colombes et vilains messieurs                         | Joseph L. Mankiewicz                     |                                                                 | 1re édition                                   |
| 1955            | Les Maîtres fous                                               | Jean Rouch                               |                                                                 | 1re édition                                   |
| 1955            | Tueurs de dames                                                | Alexander Mackendrick                    |                                                                 | 1re édition                                   |
| 1955            | La Fureur de vivre                                             | Nicholas Ray                             |                                                                 | 1re édition                                   |
| 1955            | Sourires d'une nuit d'été                                      | Ingmar Bergman                           |                                                                 | 1re édition                                   |
| 1955            | Lola Montès                                                    | Max Ophüls                               |                                                                 | 1re édition                                   |
| 1956            | La Harpe de Birmanie                                           | Kon Ichikawa                             |                                                                 | 1re édition                                   |
| 1956            | Nuit et Brouillard                                             | Alain Resnais                            |                                                                 | 1re édition                                   |
| 1956            | L'Invasion des profanateurs de sépultures                      | Don Siegel                               |                                                                 | 1re édition                                   |
| 1956            | Planète interdite                                              | Fred M. Wilcox                           |                                                                 | 1re édition                                   |
| 1956            | L'Homme qui en savait trop                                     | Alfred Hitchcock                         |                                                                 | 1re édition                                   |
| 1956            | La Prisonnière du désert                                       | John Ford                                |                                                                 | 1re édition                                   |
| 1956            | Haute Société                                                  | Charles Walters                          |                                                                 | 1re édition                                   |
| 1956            | Derrière le miroir                                             | Nicholas Ray                             |                                                                 | 1re édition                                   |
| 1956            | Bob le flambeur                                                | Jean-Pierre Melville                     |                                                                 | 1re édition                                   |
| 1956            | Écrit sur du vent                                              | Douglas Sirk                             |                                                                 | 1re édition                                   |
| 1956            | Les Dix Commandements                                          | Cecil B. DeMille                         |                                                                 | 1re édition                                   |
| 1956            | Géant                                                          | Georges Stevens                          |                                                                 | 1re édition                                   |
| 1956            | L'Invaincu                                                     | Satyajit Ray                             |                                                                 | 1re édition                                   |
| 1956            | Un condamné à mort s'est échappé ou Le vent souffle où il veut | Robert Bresson                           |                                                                 | 1re édition                                   |
| 1956            | Le Faux Coupable                                               | Alfred Hitchcock                         |                                                                 | 1re édition                                   |
| 1957            | Le Château de l'araignée                                       | Akira Kurosawa                           |                                                                 | 1re édition                                   |
| 1957            | Le Septième Sceau                                              | Ingmar Bergman                           |                                                                 | 1re édition                                   |
| 1957            | L'Homme qui rétrécit                                           | Jack Arnold                              |                                                                 | 1re édition                                   |
| 1957            | Douze Hommes en colère                                         | Sidney Lumet                             |                                                                 | 1re édition                                   |
| 1957            | Les Nuits de Cabiria                                           | Federico Fellini                         |                                                                 | 1re édition                                   |
| 1957            | Règlements de comptes à O.K. Corral                            | John Sturges                             |                                                                 | 1re édition                                   |
| 1957            | Le Grand Chantage                                              | Alexander Mackendrick                    |                                                                 | 1re édition                                   |
| 1957            | Elle et lui                                                    | Leo McCarey                              |                                                                 | 1re édition                                   |
| 1957            | Le Pont de la rivière Kwaï                                     | David Lean                               |                                                                 | 1re édition                                   |
| 1957            | Quand passent les cigognes                                     | Mikhail Kalatozov                        |                                                                 | 1re édition                                   |
| 1957            | Mother India                                                   | Mehboob Khan                             |                                                                 | 1re édition                                   |
| 1957            | Les Sentiers de la gloire                                      | Stanley Kubrick                          |                                                                 | 1re édition                                   |
| 1957            | Les Fraises sauvages                                           | Ingmar Bergman                           |                                                                 | 1re édition                                   |
| 1958            | Gare centrale                                                  | Youssef Chahine                          |                                                                 | 1re édition                                   |
| 1958            | La Soif du mal                                                 | Orson Welles                             |                                                                 | 1re édition                                   |
| 1958            | Dracula                                                        | Terence Fisher                           |                                                                 | 1re édition                                   |
| 1958            | Sueurs froides                                                 | Alfred Hitchcock                         |                                                                 | 1re édition                                   |
| 1958            | Mon oncle                                                      | Jacques Tati                             |                                                                 | 1re édition                                   |
| 1958            | Gigi                                                           | Vincente Minnelli                        |                                                                 | 1re édition                                   |
| 1958            | La Chaîne                                                      | Stanley Kramer                           |                                                                 | 1re édition                                   |
| 1958            | L'Homme de l'Ouest                                             | Anthony Mann                             |                                                                 | 1re édition                                   |
| 1958            | Cendres et Diamant                                             | Andrzej Wajda                            |                                                                 | 1re édition                                   |
| 1958            | Le Salon de musique                                            | Satyajit Ray                             |                                                                 | 1re édition                                   |
| 1958            | Shadows                                                        | John Cassavetes                          |                                                                 | 1re édition                                   |
| 1959            | La Chevauchée de la vengeance                                  | Budd Boetticher                          |                                                                 | 1re édition                                   |
| 1959            | Rio Bravo                                                      | Howard Hawks                             |                                                                 | 1re édition                                   |
| 1959            | Certains l'aiment chaud                                        | Billy Wilder                             |                                                                 | 1re édition                                   |
| 1959            | Le monde d'Apu                                                 | Satyajit Ray                             | Inde                                                            | 1re édition                                   |
| 1959            | Les quatre cents coups                                         | François Truffaut                        | France                                                          | 1re édition                                   |
| 1959            | Hiroshima mon amour                                            | Alain Resnais                            | France, Japon                                                   | 1re édition                                   |
| 1959            | Orfeu Negro                                                    | Marcel Camus                             | Brésil, France, Italie                                          | 1re édition                                   |
| 1959            | Autopsie d'un meurtre                                          | Otto Preminger                           | États-Unis                                                      | 1re édition                                   |
| 1959            | La mort aux trousses                                           | Alfred Hitchcock                         | États-Unis                                                      | 1re édition                                   |
| 1959            | Herbes flottantes                                              | Yasujirō Ozu                             | Japon                                                           | 1re édition                                   |
| 1959            | Ben-Hur                                                        | William Wyler                            | États-Unis                                                      | 1re édition                                   |
| 1959            | Pickpocket                                                     | Robert Bresson                           | France                                                          | 1re édition                                   |